# Белый отряд
«Белый отряд» (англ. The White Company) — исторический роман сэра Артура Конан Дойля, впервые опубликованный издательством Smith Elder в 1891 году, а до этого печатавшийся с продолжением в журнале «Корнхилл».

## Содержание
Действие романа, повествующего о приключениях главного героя и английских лучников, происходит в середине XIV века (1366—1367) в Англии, Франции и Испании — в разгар Столетней войны. В центре сюжета — Пиренейский поход Эдуарда Чёрного Принца, завершившийся историческим сражением при Нахере 3 апреля 1367 года, которое, однако, в романе лишь упоминается. Автор подробно описывает фигуру английского лучника и йомена в целом, отводя ему решающую роль в победах англичан над французами. Возвышенно описано рыцарство того времени; читатель попадает в эпоху его расцвета. Полное и яркое описание геральдики, природы, рыцарских законов, морских и сухопутных баталий, турниров, пылкой и верной любви — все это принесло роману не только огромную популярность среди читателей многих поколений, но и благожелательные отзывы историков.
События, которые предшествовали происходящим в «Белом отряде», легли в основу сюжета другого исторического романа А. Конан Дойля — «Сэр Найджел», изданного в 1906 году.
В романе содержится «пророчество» леди Тифен Ракнель (Tiphaine Raguenel), супруги знаменитого французского рыцаря и полководца Столетней войны Бертрана Дюгеклена. В этом предсказании, которым завершается 29-я глава, представлена красочная картина будущего развития христианского Запада — начиная с эпохи Великих географических открытий и кончая гегемонией Франции. Заканчивается «пророчество» рассказом о возвышении Великобритании, создавшей в XIX веке мировую колониальную империю, а затем о гегемонии её бывшей колонии — Соединённых Штатов Америки, хотя в переводах данные нюансы сглаживаются. 

## Главные герои

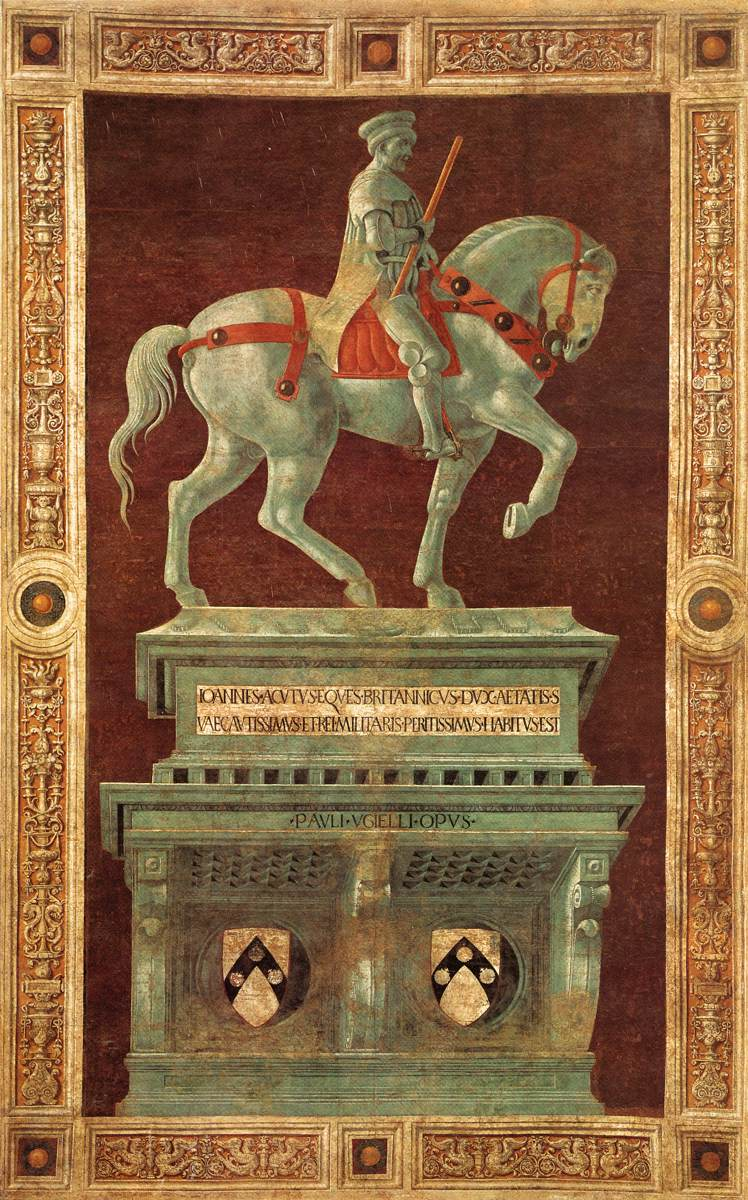
Джон Хоквуд (Джованни Акуто) — командир реального Белого отряда. Надгробный памятник работы Паоло Уччелло (1436)

- Аллейн Эдриксон — юный оруженосец сэра Найджела Лоринга
- Сэр Найджел Лоринг — прославленный английский рыцарь
- Сэмкин Эйлвард — командир английских лучников
- Хордл Джон (или Джон из Хордла) — бывший монастырский послушник, йомен, английский лучник и феноменальный силач

## Другие персонажи
- Аббат Бергхерш — аббат цистерианского монастыря Болье[англ.]
- Саймон Эдриксон — сокман Минстеда, старший брат Аллейна
- Мод Лоринг — дочь сэра Найджела Лоринга
- Леди Мэри Лоринг — супруга сэра Найджела Лоринга
- Чёрный Саймон из Нориджа — копейщик, флагоносец
- Уолтер Форд — оруженосец сэра Найджела Лоринга
- Питер Терлейк — оруженосец сэра Найджела Лоринга
- Гудвин Хаутейн — старший шкипер жёлтого корабля
- Сэр Оливер Баттестхорн — дородный английский рыцарь, завзятый чревоугодник
- Джон Трантер — оруженосец
- Сэр Клод Латур — капитан Белого отряда

## Исторические персонажи
- Педро I Кастильский — король Кастилии и Леона (1350—1369)
- Эдуард Чёрный Принц
- Сэр Джон Чандос — известный английский рыцарь
- Карл Злой — король Наварры (в романе только упоминается)
- Сэр Бернард Брокас — известный английский рыцарь
- Энрике II Кастильский — король Кастилии и Леона (1369—1379) (в романе только упоминается)
- Бертран Дюгеклен — коннетабль Франции в 1370—1380 гг., выдающийся военачальник
- Леди Тифен Ракнель — супруга Дюгеклена, обладавшая даром пророчества